# 黄劭显
黄劭显（1914年7月—1989年8月10日），男，山东即墨人，中国地质学家。

## 生平
1914年出生在山东省即墨县（今青岛市即墨区）。1940年毕业于西南联合大学。中国核工业总公司第三研究所副所长、高级工程师。1980年当选为中国科学院院士（学部委员）。